# Pfarrkirche Köstenberg

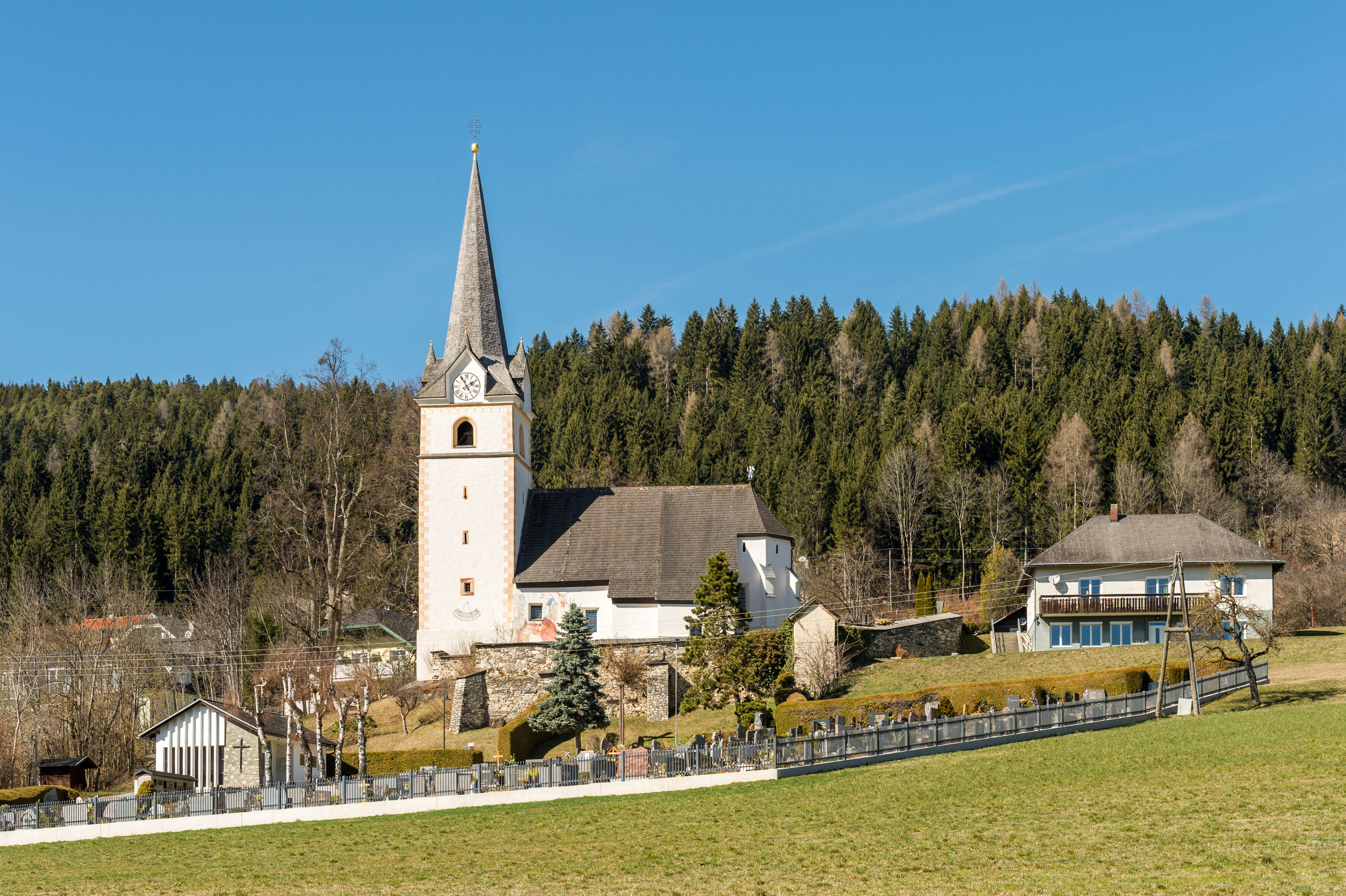
Katholische Pfarrkirche Hll. Philipp und Jakob in Köstenberg

Die römisch-katholische Pfarrkirche Köstenberg steht als ehemalige Wehrkirche am Rande einer Felsstufe in der Ortschaft Köstenberg in der Marktgemeinde Velden am Wörther See im Bezirk Villach-Land in Kärnten. Die dem Patrozinium der Heiligen Philippus und Jakobus unterstellte Pfarrkirche gehört zum Dekanat Rosegg/Rožek in der Diözese Gurk-Klagenfurt. Die Kirche und der Friedhof stehen unter Denkmalschutz (Listeneintrag).
Die Pfarre Köstenberg/Kostanje wird zusammen mit den Filialkirchen Dröschitz/Trešče, Kerschdorf/Črešnje, Oberdorf/Gornja vas zweisprachig geführt.

## Geschichte
Urkundlich wurde 1202 eine Kirche genannt. Die Kirche wurde 1962 restauriert.

## Architektur

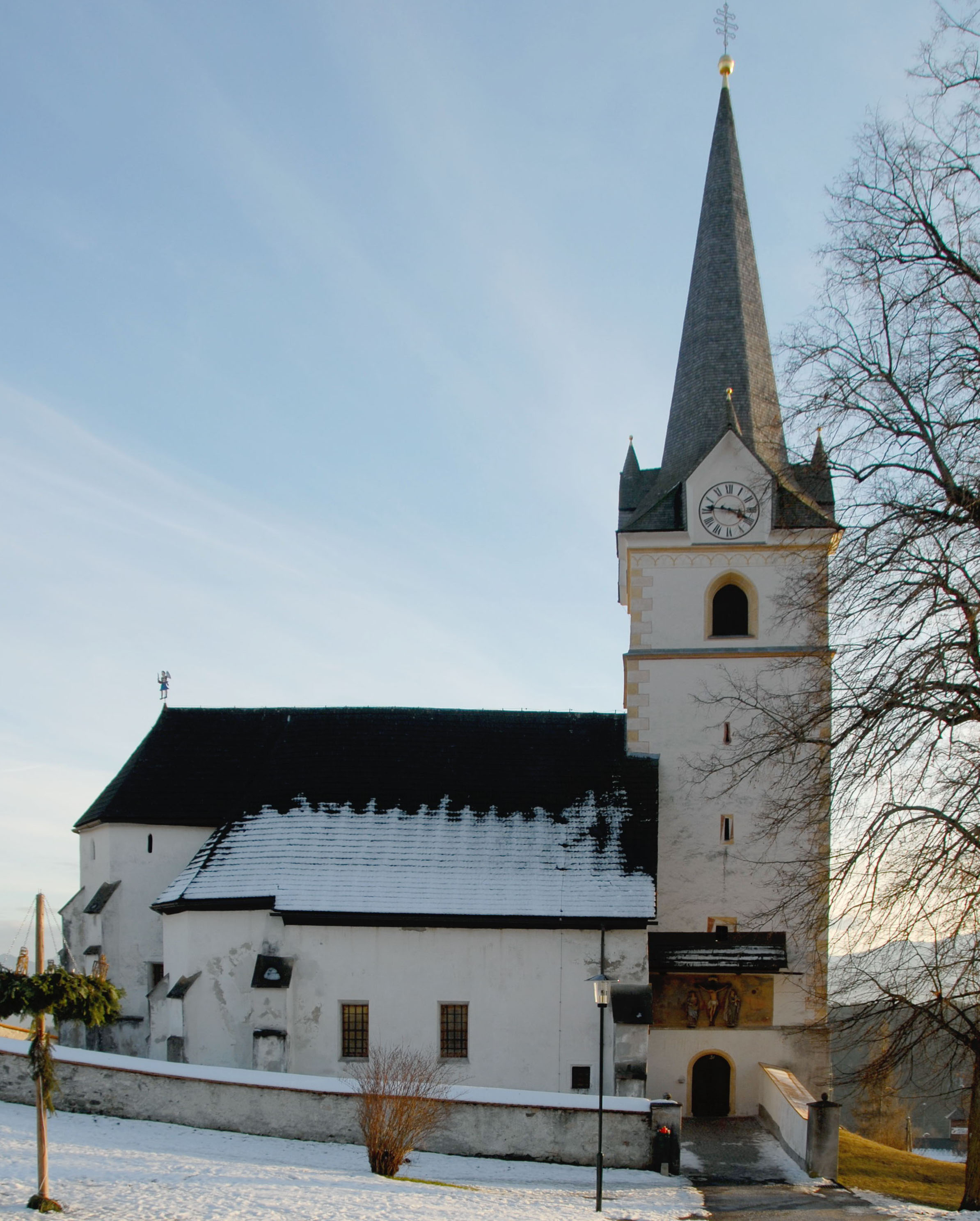
Pfarrkirche Köstenberg

Die ehemalige gotische Wehrkirche am Rand einer Felsstufe steht innerhalb eines befestigten Friedhofes, die Umfassungsmauer zeigt drei erhaltene Schießscharten.
Das Kirchenäußere zeigt einen Chor aus dem späten 14. Jahrhundert mit dreifach abgetreppten Strebepfeilern und einem Obergeschoß mit spitzbogigen Schießscharten. Der massive dreigeschoßige Westturm hat spitzbogige Schallfenster und Schießscharten, er trägt einen Spitzhelm, 1987 wurde bei einer Restaurierung die spätgotische Architekturpolychromie wiederhergestellt. Das später angebaute Mittelschiff entstand im 15. Jahrhundert. Das nördliche Seitenschiff und die Kapelle mit einem Fünfachtelschluss hat zweifach abgetreppte Strebepfeiler. Südlich steht ein Sakristeianbau.
Das Kircheninnere zeigt im Turmerdgeschoß eine Vorhalle unter einem Tonnengewölbe mit Stichkappen. In der Vorhalle befindet sich ein Weihwasserbecken von 1617. Das gotische Westportal ist profiliert. Das eineinhalbjochige Hauptschiff hat ein Kreuzgratgewölbe. Die dreiachsige gemauerte Orgelempore ist kreuzgratunterwölbt, von der Orgelempore erfolgt der Zugang zum Turm, dessen drittes Geschoß als Wehrgeschoß ausgebaut ist, vom zweiten Turmgeschoß besteht durch den Dachboden des Langhauses in das Wehrobergeschoß des Chores mit an dieser Stelle sonst unüblichen Schießfenstern. Das nördliche einjochige Seitenschiff des Langhauses hat ein Kreuzgratgewölbe. Der Triumphbogen ist spitzbogig, dahinter befindet sich der einjochige Chor mit einem Fünfachtelschluss unter einem Kreuzrippengewölbe auf Konsolen.
Die Wandmalereien im Chor links Flucht nach Ägypten und rechts Jesus unter den Kindern schuf Peter Markovič 1891.

## Ausstattung
Der barocke Hochaltar entstand vor 1696 und nimmt in ganzer Höhe und Breite den Chorschluss ein, die Ädikula hat gekuppelte Doppelsäulen über einem Sockel, unter Baldachinbögen stehen die seitlichen Konsolfiguren, im geschweiften gesprengten Segmentgiebel befindet sich eine Mittelnische mit Figuren der Heiligen Philipp und Jakob und seitlich davon die Figuren der Heiligen Peter und Paul, im Aufsatz befindet sich die Figur gekrönte Madonna, darüber befindet sich die Halbfigur Gottvater.
Ein Altar wurde nach Kerschdorf überstellt.
Der gotische Taufstein ist achteckig.
Am Friedhof befinden sich noch einige historische slowenische Grabsteine, wie die Gedenktafel an Jozi Kokot, der im KZ Mauthausen ums Leben kam.

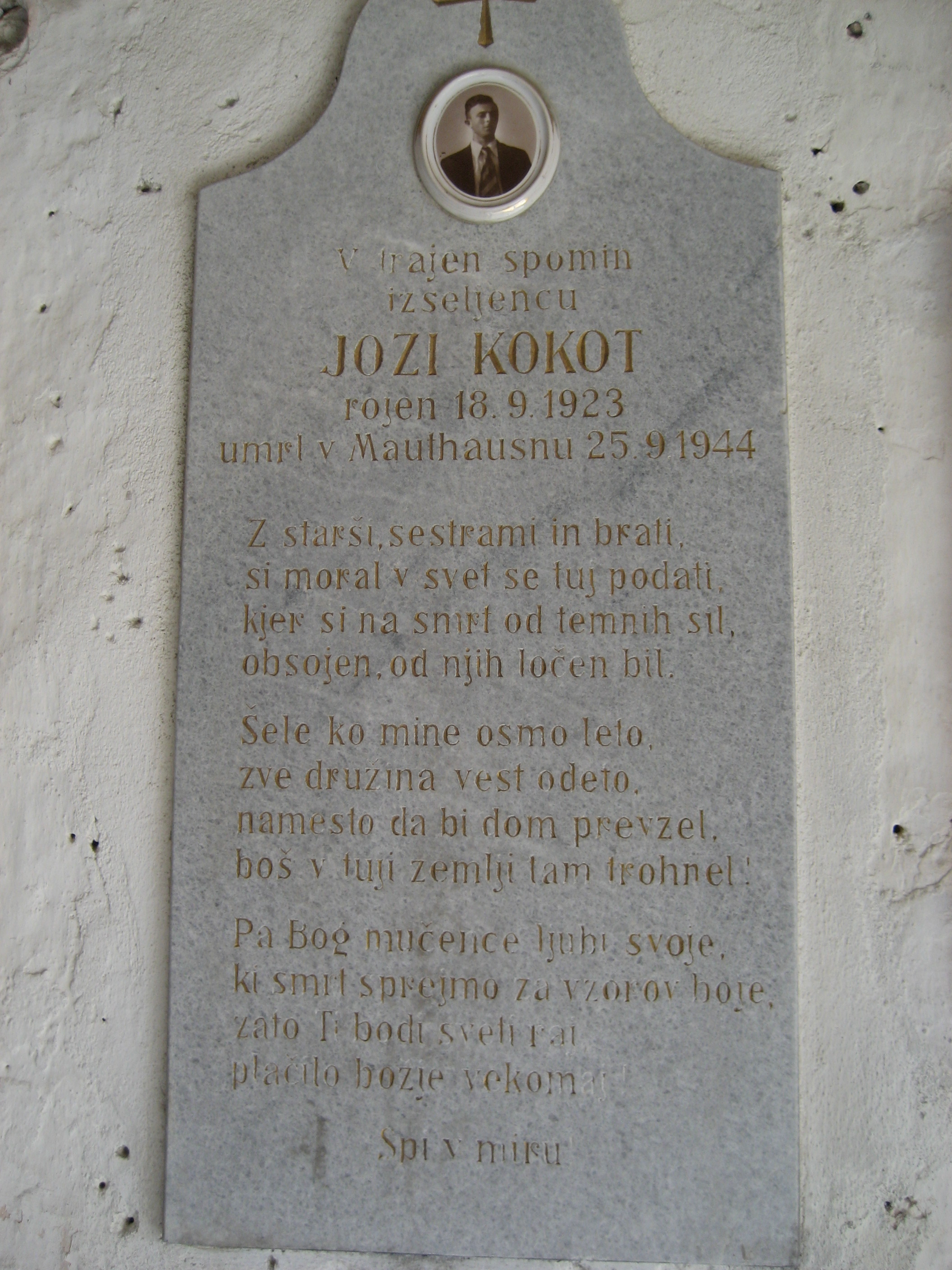
Köstenberg, Gedenktafel an Jozi Kotot, der im KZ Mauthausen ums Leben kam